# Бабік Віталій Віталійович
Віталій Віталійович Бабік (Чернюк) (нар. 14 серпня 1980) — український футболіст, півзахисник.

## Життєпис
Футбольну кар'єру розпочав у складі фарм-клубу ФК «Вінниця», «Ниві». У професіональному футболі дебютував 30 жовтня 1999 року в нічийному (0:0) виїзному поєдинку 13-о туру групи А Другої ліги проти «Прикарпаття-2». Віталій вийшов на поле на 85-й хвилині, замінивши Руслана Ямнича. У складі «Ниви» зіграв 13 матчів у Другій лізі. З 2001 по 2002 рік виступав в аматорському чемпіонаті України за «Європа» (Прилуки). Наступного року виїхав до Молдови, де грав за «Агро» (Кишинів). У Національному дивізіоні зіграв 14 матчів, в яких відзначився 1 голом.
У 2004 році повернувся в Україну, де підписав контракт з ЦСКА. У складі столичного клубу у Першій лізі України зіграв 54 матчі, ще 2 поєдинки провів у кубку України. Під час зимової перерви сезону 2005/06 років перебрався в «Кристал». У футболці херсонського клубу зіграв 14 матчів, в яких відзначився 1 голом. У 2007 році зіграв 10 матчів та відзначився 2-а голами за «Авангард» (Сутиски) в аматорському чемпіонаті України.
У 2010 році перейшов у «Ниву». Дебютував у футболці вінницького клубу 24 квітня 2010 року в нічийному (1:1) домашньому поєдинку 17-о туру групи А Другої ліги проти іллічівського «Бастіона». Бабік вийшов на поле в стартовому складі, а на 63-й хвилині його замінив Павло Лук'янець. З кінця квітня по травень 2010 року зіграв 4 поєдинки у Другій лізі. Сезон 2010/11 років відіграв у «Соколі» (Гайсин) з чемпіонату Вінницької області. Наступний сезон розпочав у складі вінницького «Держслужбовця-КФКС» в обласному чемпіонаті. Під час зимової перерви в сезоні повернувся до «Ниви». З березня по травень 2012 року зіграв 10 матчів у Першій лізі. У 2012 році повернувся до «Вінниці», у складі якої грав в обласному чемпіонаті та аматорському чемпіонаті України.
Наприкінці кар'єри виїхав до Словаччини, де грав за нижчолігові клуби «Вельки-Гореш», «Рожнава» та «Славія-ТУ» (Кошице).